# Monticola explorator
Monticola explorator е вид птица от семейство Muscicapidae.

## Разпространение
Видът е разпространен в Лесото, Свазиленд и Южна Африка.